# Kotcha-Si
De Kotcha-Si is een fabeldier, een mystieke leeuw uit het epos "Ramanaya".
Op Thaise orden als de Ordeketen van de Orde van Chula Chom Klao begeleiden twee Kotcha-Si de mystieke driekoppige witte olifant met de Chula Chom Klao halo of stralenkrans. Aan beide zijden van de I-rapote is een Kotcha-Si aangebracht. Deze leeuwen hebben een zeer merkwaardig voorkomen, één ervan heeft een slurf en beiden houden een wereldbol in hun voorpoot. De twee Kotcha-Si houden een parasol met meerdere etages, teken van koninklijke waardigheid, boven de olifantskoppen.

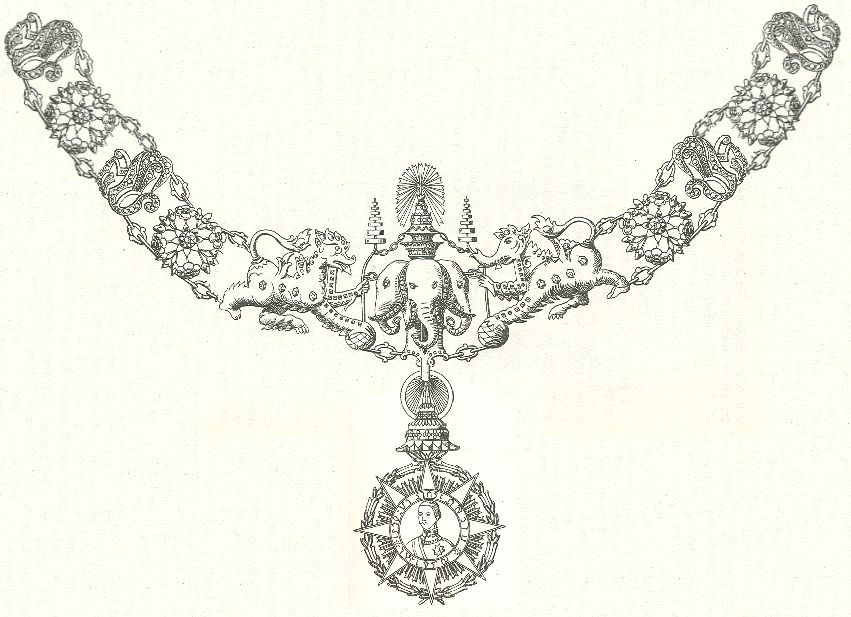
Grote ordeketen van de Orde van Chula Chom Klao